# Закон сталості складу
Зако́н ста́лості скла́ду (рос. закон постоянства состава, англ. law of constant proportions) — був відкритий французьким вченим Жозефом Прустом у 1799 році. Він формулюється так: кожна хімічна сполука завжди має один і той самий склад.
Це пояснюється тим, що молекули кожної речовини завжди містять одну й ту ж кількість атомів тих самих елементів. Так, молекули води H2O завжди складаються з двох атомів Гідрогену і одного атома Оксигену, молекули сульфіду заліза FeS — з одного атома Феруму і одного атома Сульфуру і т. д. Коли б до складу молекул цих речовин входили атоми інших елементів або атоми тих самих елементів, але в іншій кількості, то ці речовини — і вода, і сульфід заліза — були б іншими речовинами.
Звідси випливає дуже важливий висновок: хімічний склад даної речовини не залежить від часу, місця і способу її одержання.
На основі закону сталості складу хімічних сполук можна позначити склад їх молекул за допомогою хімічних формул.
Сталістю свого складу хімічні сполуки відрізняються від механічних сумішей, склад яких може змінюватись у будь-яких співвідношеннях.

## Нестехіометричні сполуки та ізотопи
Незважаючи на те, що закон сталості складу дуже корисний в основах сучасної хімії, він не є універсальним. Існують бертоліди, елементний склад яких може змінюватися від зразка до зразка. Такі сполуки підкоряються закону кратних відношень. Прикладом є вюстит оксиду заліза, який може містити від 0,83 до 0,95 атомів заліза на кожен атом кисню, і, отже, містити від 23% до 25% кисню за масою. Ідеальною формулою є FeO, але через кристалографічні дефекти вона становить близько Fe0.95O. Загалом, вимірювання Пруста були недостатньо точними, щоб виявити такі варіації.
Крім того, ізотопний склад елемента може змінюватися залежно від його джерела. Отже, його внесок у масу навіть чистої стехіометричної сполуки може змінюватися. Цей варіант використовується в радіоізотопному датуванні, оскільки процеси в астрономії, атмосфері, океані, корі та глибинах Землі можуть переважно концентрувати деякі ізотопи навколишнього середовища. За винятком водню та його ізотопів, ефект зазвичай невеликий, але його можна виміряти за допомогою сучасних приладів.